# الطب الطبيعي وإعادة التأهيل
الطب الطبيعي وإعادة التأهيل (بالإنجليزية: Physical Medicine and rehabilitation)‏ واختصارا (بالإنجليزية: physiatry)‏ هو فرع من فروع الطب يهدف إلى علاج وتاهيل وتعزيز واستعادة (إعادة تأهيل) القدرة الوظيفية وجودة الحياة لذوي الإعاقات الجسدية أو الضعف. ويُعرف الطبيب بعد الانتهاء فترة التدريب في هذا المجال بأنه طبيب / الطب الطبيعي وإعادة التآهيل. يتخصص أطباء الطب الطبيعي في: وسائل الوقاية من الاعاقات، تشخيص الامراض التي لها علاقة بالإعاقة، وبعد ذلك تقديم العلاج الطبي والتآهيلي مع فريق من المعالجين لاستعادة الوظيفة المثلى وتحسين جودة الحياة للأشخاص الذين تعرضو لاعاقات بما في ذلك إصابات في العضلات أو العظام أو الأربطة أو الجهاز العصبي.

## نطاق المجال
في إطار المستشفى، يعالج الأطباء المختصين بالعلاج الطبيعي عادة المرضى الذين لديهم بتر، وإصابة النخاع الشوكي، وسكتة دماغية، وإصابة دماغية رضية، وغيرها من الإصابات المنهكة. وفي علاج هؤلاء المرضى، يقود هؤلاء الأطباء فريقًا متعدد التخصصات من أطباء العلاج الطبيعي والمهنيين والترويحيين والعاملين في مجال النطق، والممرضات، والأخصائيين النفسيين، والأخصائيين الاجتماعيين. في العيادات الخارجية، يعالج أطباء الطب الطبيعي أيضًا المرضى الذين يعانون من إصابات في العضلات والمفاصل، ومتلازمات الألم، والجروح غير القابلة للشفاء، وغير ذلك من حالات العطل. ويتم تدريب أطباء الطب الطبيعي على إعطاء الحقن داخل العضل وبين المفاصل وكذلك دراسات التوصيل العصبي.

## التاريخ
خلال النصف الأول من القرن العشرين تم تطوير تخصصين غير رسميين هما: الطب الطبيعي وطب إعادة التأهيل بشكل منفصل، ولكن في الواقع تم التعامل مع كلا من التخصيين عالجوا نفس المرضى الذين لديهم يعانون من إصابات معوقة. كان فرانك هـ. كروسن رائدًا في الطب الطبيعي، والذي شدد على استخدام العوامل الفيزيائية، مثل العلاج المائي والأكسجين العالي الضغط، في جامعة تيمبل ثم في مايو كلينك، وهو الذي صاغ مصطلح «الطب الطبيعي» في عام 1938. اكتسب طب إعادة التأهيل أهمية خلال الحربين العالميتين من خلال معاملة الجنود والعمال المصابين. وأصبح هوارد إيه. روسك، الطبيب الباطني من ميسوري، رائدًا في مجال إعادة التأهيل بعد تعيينه لإعادة تأهيل الطيارين خلال الحرب العالمية الثانية. في عام 1944 حددت لجنة باروخ، بتكليف من المحسن برنارد باروخ، محددا ذلك التخصص بأنه مزيج من التخصصين، ووضع الإطار لقبوله كتخصص طبي رسمي. كما قامت اللجنة بتوزيع الأموال لإنشاء برامج تدريبية وبحثية في جميع أنحاء البلاد. تم تأسيس التخصص الذي أصبح يعرف باسم الطب الطبيعي وإعادة التأهيل في الولايات المتحدة رسميًا في عام 1947، عندما تم إنشاء مجلس مستقل للطب الطبيعي تحت إشراف المجلس الأمريكي للتخصصات الطبية. في عام 1949، بناء على إصرار الدكتور راسك وآخرين، أدرج فيه تخصص طب إعادة التأهيل وغُير اسمه إلى الطب الطبيعي وإعادة التأهيل.

## العلاج
الشاغل الرئيسي هو أن الطب الطبيعي وإعادة التأهيل يعالج قدرة الشخص الوظيفية على النحو الأمثل ضمن القيود المفروضة عليه بسبب الإعاقة أو المرض الذي لا يوجد له علاج معروف. ولا ينصب التركيز على الاستعادة الكاملة لمستوى الوظيفة السابق، بل لتحسين نوعية الحياة لأولئك الذين لا يستطيعون تحقيق الاستعادة الوظيفية الكاملة. ويتم توفير التأهيل الشامل من قبل المتخصصين في هذا المجال، الذين يقومون بدور الميسرين، قادة الفرق، والخبراء الطبيين لإعادة التأهيل.
في إعادة التأهيل، غالبًا ما يستخدم فريق الرعاية السريرية إعداد الأهداف لتزويد الفريق، والشخص الذي يخضع لإعادة التأهيل بسبب عجز مكتسب باتخاذ اتجاه نحو العمل. [5] تشير الأدلة ذات الجودة المنخفضة جدًا إلى أن إعداد الأهداف قد يؤدي إلى تحسين نوعية الحياة للشخص المصاب بالإعاقة، وليس من الواضح ما إذا كان تحديد الأهداف المستخدم في هذا السياق يقلل أو يزيد من إعادة الاستشفاء أو الوفاة.

## تدريب
في الولايات المتحدة تبلغ مدة التدريب في نيابة الطب الطبيعي وإعادة التأهيل أربع سنوات، بما في ذلك سنة داخلية. وهناك 83 برنامج في الولايات المتحدة معتمدة من قبل مجلس الاعتماد للتعليم الطبي العالي، في 28 ولاية.
تختلف تفاصيل التدريب من برامج لآخر، ولكن المعرفة الأساسية المكتسبة هي نفسها تقريبًا. ويتم تدريب الأطباء على إعدادات مرضى محجوزين، ويعتنون بأنواع متعددة من إعادة التأهيل بما في ذلك: إصابة الحبل الشوكي وإصابات الدماغ، والسكتة الدماغية، وجراحة العظام، والسرطان، والشلل الدماغي، والحرق، وإعادة تأهيل الأطفال، وغيرها من الإصابات المعوقة.

### التخصصات الفرعية
هناك سبعة تخصصات فرعية معترف بها في الولايات المتحدة:
- الطب العصبي العضلي
- علاج الألام المزمنة
- طب إعادة تأهيل الأطفال
- إصابة النخاع الشوكي
- الطب الرياضي
- إصابة الدماغ
- الطب الملطف ودار المسنين
- تاهيل الجهاز القلبي والتنفسي
- تاهيل مابعد السكتات الدماغية

تدريب الزمالة لغيرها من التخصصات الفرعية غير المعتمدة في هذا المجال تشمل ما يلي:
- الجهاز العضلي الهيكلي / العمود الفقري
- السكتة الدماغية
- التصلب المتعدد
- إعادة التأهيل العصبي
- الطب الكهربائي التشخيصي
- إعادة تأهيل السرطان
- الطب المهني والبيئي
- تاهيل الجهاز الدوري والتنفسي

## انظر أيضWا
- طب